# Panama Bende
Le Panama Bende (la bande de Paname) est un collectif de rap parisien composé de 7 membres : Aladin135, Assaf, Lesram, Ormaz, Zeu (anciennement Zeurti), PLK et Elyo qui est également producteur, réalisateur et photographe.

## Biographie
À l'origine, le groupe était composé de nombreux jeunes rappeurs parisiens âgés de 14 à 20 ans, mais seuls les plus motivés sont restés pour fonder le groupe à succès actuel. Le groupe s'est formé dès 2012 au cours de nombreux open mic dans les MJC parisiennes avec comme noyau de départ Elyo, PLK et ASF.
Après la création du collectif, des projets à l'intérieur de celui-ci ont vu le jour comme l'association d'Ormaz et Zeurti dans le duo OZ avec des titres comme Matrice ou 90'. Aladin 135 a quant à lui décollé en carrière solo avec un premier EP nommé Aladhyde en 2013. Il enchaine les projets solo jusqu'en 2017 avec l'album Indigo et en 2020 avec le projet Phantom, porté par un single en featuring avec PLK.
Plus récemment, c'est PLK qui se projette sur le devant de la scène et qui connait un succès exponentiel avec sa dernière mixtape Mental sortie en 2019, ainsi que son projet Enna disque de platine en moins de deux mois.[réf. nécessaire]

## Style et influences
Ayant grandi dans le Paris des années 1990, les membres du groupe ont toujours été influencés par le rap de ces années, notamment le rap américain avec des artistes comme Nas, Mobb deep, le WuTangClan ou encore Snoop Dogg. En France, c'est le rap de Lunatic, Salif ou Nubi qui les berce. Les rappeurs sont souvent comparés au collectif L'entourage également parisiens, qui a lui aussi contribué à l'émergence de la scène Hip-Hop en France.
Ces influences hip-hop sont à l'origine du style unique et reconnaissable du collectif, entre sonorités old-school et impacte de la « nouvelle école ». Le groupe affirme au fur et à mesure des projets une identité particulière et propre à leurs envies : trap, boom-bap, storytelling, rap cloud, punchlines imagées, egotrip, la diversité et la technicité dans la maitrise de ces différents styles permet au groupe de se créer un public solide et fidèle.